# Jean-Guillaume Molinier
Pour les articles homonymes, voir Molinier.
Jean-Guillaume Molinier (né à Milhars le  5 février 1733, mort à Paris le 31 janvier 1813) est un ecclésiastique qui fut évêque constitutionnel du diocèse des Hautes-Pyrénées de 1791 à 1801.

## Biographie
Jean-Guillaume Molinier a rédigé en 1804 une autobiographie détaillée qui permet de suivre précisément son parcours. Il est le fils de Jean (1696-1759) et de Marie Hébrard du Riols. Né dans le hameau de Saulieu-du-Tarn dans l'actuelle commune de Milhars, il commence ses études à Rabastens puis à Toulouse où il fait sa rhétorique et commence sa philosophie au collège de L'Esquille, tenu par les prêtres de la doctrine chrétienne qu'il rejoint. Après son noviciat il est envoyé au collège de Tarbes où il est tonsuré et reçoit les ordres mineurs des mains de l'évêque. Il poursuit ses études à Lavaur, Lectoure et Tarbes avant de recevoir le sous-diaconat et enfin la prêtrise. Il est alors nommé syndic du collège de Castelnaudary puis professeur de théologie à Villefranche-d'Albigeois pendant quatre ans avant de revenir au collège de Tarbes cette fois comme professeur et recteur.   
Pendant la Révolution française, lorsque l'évêque de Tarbes François de Gain de Montaignac refuse de prêter le serment civique il est élu évêque constitutionnel du diocèse de le 20 mars 1791. Sacré le 26 avril par Jean-Baptiste Gobel à Paris il s'installe le 22 mai. Jean-Guillaume Mollinier s'implique dans la gestion du département et publie en 1792 un Catéchisme sur la Constitution civile du clergé. Il ne semble pas avoir participé aux persécutions religieuses pendant la Terreur mais il précise ensuite que les églises de son diocèse soient fermées du 12 février 1794 au 21 février 1795 mais il omet de mentionner que pendant cette période il se démet de son épiscopat. Après le retour à la liberté du culte, il adhère à l'encyclique des « Réunis » le 28 avril. En 1796 il fonde un collège-séminaire à Tarbes. Il réunit deux synodes en 1796 et 1801, participe aux conciles nationaux de 1797 et 1801 à Paris et au concile provincial de Carcassonne. Après le Concordat de 1801, il refuse de se rétracter et son diocèse est confié le 14 novembre 1802 à Joseph-Jacques Loison l'évêque concordataire de Bayonne. Il se retire à Paris où il s'entoure d'anciens membres du clergé constitutionnel et meurt dans la paroisse Saint-Séverin le 31 janvier 1813.